# Trifolium fontanum
Trifolium fontanum là một loài thực vật có hoa trong họ Đậu. Loài này được Bobrov miêu tả khoa học đầu tiên.